# Kraj Neder-Wolga
De kraj Neder-Wolga (Russisch: Нижневолжский край)  was een kraj van de RSFSR. De kraj lag in het zuiden van Europees Rusland. De kraj bestond van 11 juni 1928 tot 10 januari 1934. De kraj ontstond uit de oblast Neder-Wolga en ging op in de Mordviense Autonome Socialistische Sovjetrepubliek. De hoofdstad was Samara.
Op 30 juni 1930 werd het gebied van de kraj verdeeld tussen de Kalmukkische Autonome Oblast en de Wolga-Duitse Autonome Socialistische Sovjetrepubliek. Op 1 april 1932 werd de band tussen de Sovjetrepubliek der Wolga-Duitsers losgesneden. Op 10 januari 1934 werd het gebied van de kraj Neder-Wolga opgedeeld in de kraj Saratov en de kraj Stalingrad.